# Сент-Элуа-де-Жи
Сент-Элуа́-де-Жи (фр. Saint-Éloy-de-Gy) — коммуна во Франции, находится в регионе Центр. Департамент — Шер. Входит в состав кантона Сен-Мартен-д’Оксиньи. Округ коммуны — Бурж.
Код INSEE коммуны — 18206.
Коммуна расположена приблизительно в 190 км к югу от Парижа, в 90 км южнее Орлеана, в 9 км к северо-западу от Буржа.

## Население
Население коммуны на 2008 год составляло 1530 человек.
| 1962 | 1968 | 1975 | 1982 | 1990 | 1999 | 2008 |
| ---- | ---- | ---- | ---- | ---- | ---- | ---- |
| 972  | 1028 | 920  | 1071 | 1269 | 1382 | 1530 |

## Администрация
| Период | Период | Фамилия         | Партия | Примечания |
| ------ | ------ | --------------- | ------ | ---------- |
| 1989   | 2001   | Марк Годон      |        |            |
| 2001   | 2008   | Вероник Калюро  |        |            |
| 2008   | 2010   | Андре Буржуньон |        | инженер    |
| 2010   | 2014   | Анни Ловержа    |        |            |

## Экономика

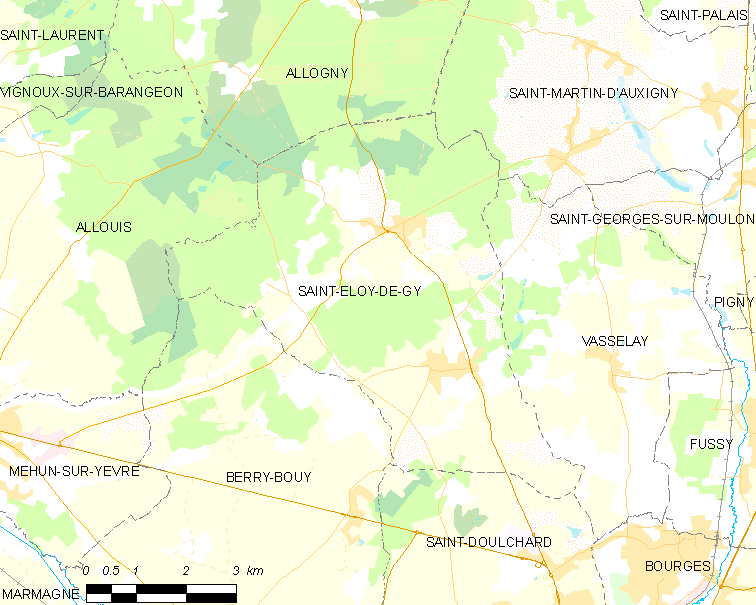
Карта коммуны

Основу экономики составляют лесное и сельское хозяйство.
В 2007 году среди 981 человека в трудоспособном возрасте (15-64 лет) 757 были экономически активными, 224 — неактивными (показатель активности — 77,2 %, в 1999 году было 73,9 %). Из 757 активных работали 728 человек (387 мужчин и 341 женщина), безработных было 29 (14 мужчин и 15 женщин). Среди 224 неактивных 68 человек были учениками или студентами, 106 — пенсионерами, 50 были неактивными по другим причинам.

## Достопримечательности
- Церковь Сент-Элуа (XII век)
  - Аналой (XVIII век). Исторический памятник с 1913 года[3]
- Замок Дам (XV век)